# Steven Maginelle
Steven (Stef) Maginelle (Leuven, 9 juli 1973) is een Belgische bergbeklimmer en ultra trail-loper. Maginelle is de derde Belg die Mount Everest beklom langs de Tibetaanse noordkant samen met Bjorn Vandewege in 2007. Op 21 juli 2013 topte hij Gasherbrum II, 8035 m en een week later stond hij op Gasherbrum I, 8080 m hoog. Daarmee werd hij de eerste Belg die twee bergen boven de 8000 meter beklom tijdens eenzelfde expeditie zonder supplementaire zuurstof.
Naast zijn passie voor het hooggebergte loopt hij ook graag Ultra trails zoals Spine Challenger in UK. Een bikkelharde race van 172 km waar hij op de 8e plaats eindigde. In België haalde hij de 2de plaats op de Clash der Titanen, 111 km.

## Biografie
Maginelle studeerde in 1995 af in de Kinesitherapie en revalidatiewetenschappen aan KU Leuven en startte daarna een groepspraktijk in Kampenhout. Na een tiental jaar alpine-beklimmingen in de Alpen vertrokken Stef en Bjorn in 2003 naar Denali in Alaska om de hoogste berg van Noord-Amerika te beklimmen. Deze kennismaking met het expeditie-klimmen was een schot in de roos. Enkele jaren later stond het duo op het hoogste punt van de wereld en volgde daarna meerdere expedities in de Himalaya. Voor zijn beklimming van de Mount Everest langs de Tibetaanse Noordkant werd hij tot ereburger van Kampenhout benoemd.
In 2013 organiseerde Maginelle een Belgische expeditie in Pakistan met als doel twee bergen boven de 8000m te beklimmen: de Gasherbrum I en II. Deze expeditie kende een valse start door een Talibanaanslag in het basiskamp van de Nanga Parbat, waar elf klimmers werden vermoord. De Belgische expeditie ging toch door en werd een succes. Guido Riemenschnieder en hij bereikte de top van Gasherburm II en een week later topte Stef eveneens Gasherbum I. Helaas konden de andere teamleden niet de top(pen) bereiken.  Eén van de expeditieleden was Sofie Lenaerts. Zij was onder de indruk van Maginelle zijn prestatie en vroeg hem om haar personal trainer te worden. 
Twee jaar later stonden Maginelle en Lenaerts met een nieuw Belgisch team aan de voet van Makalu (8485 m) in Nepal, maar tijdens die beklimming werd Nepal getroffen door een zware aardbeving die vele levens eiste. Alle expedities werden stopgezet en eenmaal thuis verzamelde de expeditieleden geld in voor de herbouw van een school in het Makalu-gebied.
Maginelle gebruikt ultra trails als training voor zijn berg-expedities en ontdekte tijdens zijn eerste meerdaagse trail, de Dragons Back Race in UK (315 km met 15500 hm), dat hij potentieel had. Hij finishste als 43e van de 500 deelnemers en was daarbij de 1e van de benelux. Daarna waagde hij zich ook aan 24-uurs races zoals Into the woods, dat hij in 2022 won met 168 km. In de winter van 2020 nam hij deel aan de bikkelharde Spine Challenger in UK van 172 km waar hij op de 8e plaats eindigde. In België haalde hij de 2de plaats op de Clash der Titanen, 111km. Voor het eerst nam hij als  Belgische atleet deel aan de Ultra Everest Marathon in 2025. Daarbij eindigde hij  als 2e buitenlander (1e Europeaan en 9e algemeen) op de loodzware 70 km, met een tijd van 13u17m18s.
Deze trails blijven zijn voorkeur genieten als trainingsprikkel voor expedities en neemt hij maar sporadisch deel aan wedstrijden.
In de bergen zette hij zijn evolutie verder om te klimmen zonder extra zuurstof en werden expedities opgezet waarbij ook geen persoonlijke sherpa support meer werd gebruikt. Dit maakt de uitdaging natuurlijk extra zwaar waardoor niet elke top behaald kon worden doch de ervaring was des te leerijker. Zijn groepspraktijk werd uitgebreid met o.a. artificiële hoogtetrainingsmogelijkheden om de knowhow van zijn efficiënte voorbereidingen naar de expedities over te brengen naar klimmers in spe. Dit resulteerde in de nauwe samenwerking met Sofie Lenaerts die op haar beurt de rol als coach overnam. Maginelle werkt als Kine en traint doelgericht klimmers als voorbereiding naar hun top. 

## Successen
- 2003, 2008, 2010, 2013: Mont Blanc 4808 m, hoogste top van de Alpen
- 2004: Denali 6194 m, hoogste top van Noord-Amerika
- 2007: Mount Everest 8848 m, Hoogste top van de wereld gelegen in Azië
- 2010: Khan Tengri 7010 m, op een na hoogste top van het Tiensjangebergte
- 2013: Gasherbrum I 8080 m in Pakistan
- 2013: Gasherbrum II 8035 m in Pakistan
- 2018: Kilimanjaro 5895 m, hoogste top van Afrika
- 2018: Cayambe 5790 m in Ecuador
- 2019: Leninpiek 7134 m, de op een na hoogste berg in het Pamirgebergte
- 2020: Eerste beklimming Yaari-couloir 5170 m, onbenoemde berg aan de Biafogletsjer in Pakistan
- 2021: Broad Peak 8035 m (voortop)
- 2022: Mount Ararat 5137 m, hoogste top van Turkije. Opening van de west-route.
- 2022: Ama Dablam 6812 m, technische peak in Nepal
- 2023: Cholatse 6440 m, technische peak in Nepal
- 2023: Kyajo-ri 6186 m, technische peak in Nepal - eerste belg
- 2024: Kyajo-Ri 6186m,

In totaal beklom hij een dertigtal bergen boven de 4000 meter.

## Andere expedities
- 2015: Makalu 8463 m – geen top door aardbeving
- 2017: Lhotse tot 8200 m zonder supplementaire zuurstof of sherpa support
- 2022: winter expeditie naar Manaslu 8163 m – geen top door lawinegevaar
- 2023: winter crossing Deosaiplateau – 2de hoogste plateau ter wereld in Pakistan

## Ultra trails
- La bouillonnante 50 km – 2500 hm
- 2022: UTDS 157 km – 4140 hm
- 2016: Bello Gallico 45 km, 1e plaats
- 2018: Bello Gallico 80 km, 9de plaats
- 2019: Bello Galico 160 km, 18de plaats
- 2019: Dragons Back Race 315 km - 15500m +D, 43e van de 500 deelnemers, 1e Benelux finisher, 2019
- 2020: Spine Challenger, 172 km - 8e plaats
- 2022: 24h race Into the woods, last man standing met 168 km
- 2021: 24h liefdadigheids-event De Kampenhoevetrail 140 km
- 2022: Tramuntana GR221 - 125 km, 6200m +D
- 2022: Clash der Titanen, 111 km – 1700m +D - 2de plaats
- 2023: Infernal 130km - 6625m +D - 9de plaats
- 2024: Fastest Known Time - mixed gender team - unsupported - 35km - 2485m +D - Kangja La - Helambu Nepal
- 2025: Ultra Everest Marathon, 70 km - 2804m +D - Nepal - 2de buitenlander - 9de plaats algemeen

## Overig
In december 2020 trok het trio Maginelle, Lenaerts en Jean-Francois Spelmans erop uit naar Pakistan voor een eerste winter beklimming in Pakistan. De beoogde top werd niet behaald maar zij slaagde er wel in een first-ascent te maken op een onbenoemde berg, die zij de naam Yaari gaven. Door hun goed contact met de lokale bevolking ontdekte zij de schrijnende omstandigden waarin kinderen moeten leven in de winter en startte een crowfundig. Hiermee werden 350 kinderen voorzien van nieuwe winterkledij en schoolgerief. 
In maart 2023 begeleide hij avonturiers over het tweede hoogste plateau ter wereld: nationaal park Deosai National Park gelegen in Pakistan. Ze deden dit autonoom (non-supported) in de winter met ski en slee, en legden 70 km af in 6 dagen bij temperaturen onder -25°c. Alhoewel dit nog maar één keer werd voorgedaan door 5 professionele ski-gidsen uit Italië in 2019, was dit voor de vrouwen een unieke prestatie.

## Privé
Maginelle is vader van twee volwassen kinderen en deelt sedert 2015 zijn passie voor de bergen en het trailen met Sofie Lenaerts als koppel. Hun huwelijksaanzoek kon dan ook niet anders plaatsvinden dan op de voortop van Broad Peak op 8035m hoogte in Pakistan. Samen promoten zij verantwoord bergbeklimmen die ook maatschappelijke steun geven  aan de lokale bevolking, door kledij- of geldinzamelingsactie op te zetten om op deze manier afgelegen dorpen, scholen of weeshuizen te ondersteunen.